# Astra Daihatsu Motor
PT. Astra Daihatsu Motor (oft auch ADM) ist ein indonesischer Automobilhersteller mit Sitz in Jakarta. Es handelt sich dabei um ein Joint Venture zwischen Astra International, Daihatsu und Toyota Tsūshō (bzw. bis Ende 2002 die Nichimen Corporation mit 6,38 %). Daihatsu hat seinen Anteil im Jahr 2002 von 40 auf 61,75 % erhöht.
ADM ist der größte Automobilhersteller und hinter Toyota die meistverkaufte Marke in Indonesien. Bereits von 1980 bis 1996 gehörte Daihatsu immer zu den führenden fünf Marken in Indonesien.

## Geschichte

Logo der PT. Daihatsu Engine Manufacturing Indonesia

Seit 1968 ist Daihatsu – anfangs mit einer CKD-Montage – in Indonesien präsent.
Im Rahmen der Geschäftsbeziehung zur indonesischen Astra-Gruppe kam es seit 1973 zur Produktion von Nutzfahrzeugen, teilweise auch durch die Astra-Tochtergesellschaft Gaya Motor.
Im Oktober 1979 eröffnete PT. Daihatsu Indonesia ein eigenes Montagewerk, und 1985 nahm ein eigenes Motorenwerk in Indonesien seinen Betrieb auf.
Anfang 1992 wurde das Joint Venture Astra Daihatsu Motor gegründet, das die bisherigen Geschäftsfelder (Fahrzeug- und Motorenproduktion, Import, Vertrieb) zusammenführte.
Seit 2008 werden in Indonesien gefertigte Fahrzeuge auch nach Japan exportiert. Im Jahr 2010 gehörten die Modelle Gran Max, Luxio und Xenia zu den Fahrzeugen mit dem größten lokalen Anteil in Indonesien.
Ende 2011 waren bei ADM 8000 Mitarbeiter beschäftigt.
Im April 2012 wurde ein zweites Werk in Karawang eröffnet, das im Zweischichtbetrieb eine theoretische Produktionskapazität von bis zu 120.000 Exemplaren hat.
Bis März 2012 hatte Daihatsu in Indonesien drei Millionen Fahrzeuge produziert, bis April 2017 bereits fünf Millionen. Die Produktion im Geschäftsjahr 2017 belief sich auf rund 540.000 Fahrzeuge.

## Modelle
Zahlreiche Modelle wurden und werden als Abwandlung eines bestehenden Modells oder als eigene Konstruktion sowie unter dem Markennamen Toyota hergestellt.
Der Daihatsu Zebra wurde von 2001 bis 2008 produziert. Er wurde vom Daihatsu Gran Max abgelöst, auf dessen Basis ab 2009 der Daihatsu Luxio hergestellt wird. Seit 2016 wird der vom Hijet abgeleitete Hi-Max produziert.
Zwischen 2001 und 2005 wurde In Indonesien der in Malaysia produzierte Mira der dritten Generation als Daihatsu Ceria verkauft.
Der Daihatsu Xenia wird in Indonesien von ADM zusammen mit dem baugleichen Toyota Avanza produziert. Der Daihatsu Taruna ist vom Daihatsu Terios der ersten Generation abgeleitet.
ADM fertigt die Schwestermodelle Daihatsu Terios und Toyota Rush. Ebenfalls baugleich sind der Daihatsu Sigra und der Toyota Calya.
Seit 2012 stellt ADM für Indonesien und verschiedene Exportmärkte den Ayla sowie den baugleichen Toyota Agya her.

## Produktion 2017
Im Geschäftsjahr wurden vier verschiedene Pkw-Modelle und drei Nutzfahrzeugmodelle hergestellt.
| Modell   | Produktion seit (Modellpflege) | Produktion 2017 | Gesamtproduktion bis 2017 |
| -------- | ------------------------------ | --------------- | ------------------------- |
| Ayla     | 2013 (2017)                    | 36.609          | 106.086                   |
| Sigra    | 2016                           | 41.870          | 41.870                    |
| Xenia    | 2004 (2015)                    | 46.903          | 632.614                   |
| Terios   | 2007 (2010)                    | 14.155          | 221.077                   |
| Gran Max | 2007                           | 50.109          | 597.738                   |
| Hi-Max   | 2016                           | 1187            | 1187                      |
| Luxio    | 2009                           | 4501            | 58.226                    |